# Kōjō no tsuki
Kōjō no tsuki (荒城の月, « Clair de lune sur un château en ruines ») est une chanson populaire traditionnelle japonaise.

## Création
En 1901, à l'occasion d'un concours de composition musicale, le compositeur et pianiste japonais Rentarō Taki , alors étudiant à l'Université des arts de Tokyo, écrit une mélodie inspirée par un poème composé, en 1898, par Bansui Doi : Kōjō no Tsuki. Les paroles font référence au château de Sendai, la musique aux ruines du château d'Oka, situé à Taketa, dans la préfecture d'Ōita, au Japon.

## Diffusion
À partir de 1901, l'œuvre musicale de Taki et Doi est publiée dans les recueils de chansons destinés aux écoliers.
En 1925, le ténor Yoshie Fujiwara enregistre la chanson sur disque, assurant sa diffusion auprès d'un large public, au Japon comme à l'étranger.
Lors de l'occupation du Japon par les forces armées américaines (1945 - 1952), la chanson Kōjō no Tsuki, associée au nationalisme japonais, est interdite.

## Adaptations
- En 1967,  sur l'album Straight, No Chaser, le pianiste de jazz Thelonious Monk enregistre, sous le titre Japanese Folk Song (Kojo No Tsuki)[1], une version de Kōjō no Tsuki.
- En 1978, Scorpions, groupe allemand de Hard rock, enregistre, en public, une version de Kōjō no Tsuki publiée sur l'album Tokyo Tapes.
- En 1979, Jean-François Paillard, dans son album Mélodies Japonaises, adapte la chanson pour un orchestre de chambre[4].
- En 2000, le duo de rap Dead Prez, utilise un extrait musical de Kōjō no Tsuki dans le titre Behind Enemy Lines de son album Let's Get Free.

## Paroles
| Standard | Rōmaji |
| --- | --- |
| 春高楼の花の宴 めぐる盃 影さして 千代の松ヶ枝わけいでし むかしの光今何処 秋陣営の霜の色 鳴きゆく雁の数みせて 植うるつるぎに照りそひし 昔のひかりいまいづこ 今荒城の夜半の月 変らぬ光誰がためぞ 垣に残るは唯かづら 松に歌ふはたゞ嵐 天上影はかはらねど 栄枯は移る世の姿 うつさんとてか今もなほ ああ荒城の夜半の月 | Haru koro no hana no en Meguru sakazuki kage sashite Chiyo no matsu ga e wake ideshi Mukashi no hikari Ima izu ko Aki jinei no schimo no iro Nakiyuku kari no kazu misete Uurutsurugi ni terisoishi Mukashi no hikari ima izu ko Ima kojo no yowa no tsuki Kawaranu hikari ta ga tame zo Kaki ni nokoru wa tada kazura Matsu ni uto wa tada arashi Tenjo kage wa kawaranedo Eiko wa utsuru yo no sugata Utsusan toteka ima mo nao Ah! Kojo no yowa no tsuki |